# Gurrone
Gurrone è una frazione di 16 abitanti del comune italiano di Valle Cannobina in provincia del Verbano-Cusio-Ossola, in Piemonte.

## Geografia fisica
Gurrone è situato su uno splendido punto panoramico che domina la Valle Cannobina e il Lago Maggiore. Il nucleo abitato è addossato al fianco della montagna, mentre la chiesa si affaccia sulla valle. L'unico collegamento con il fondovalle è una stretta strada che, in circa due chilometri, conduce a Cavaglio San Donnino.

## Storia

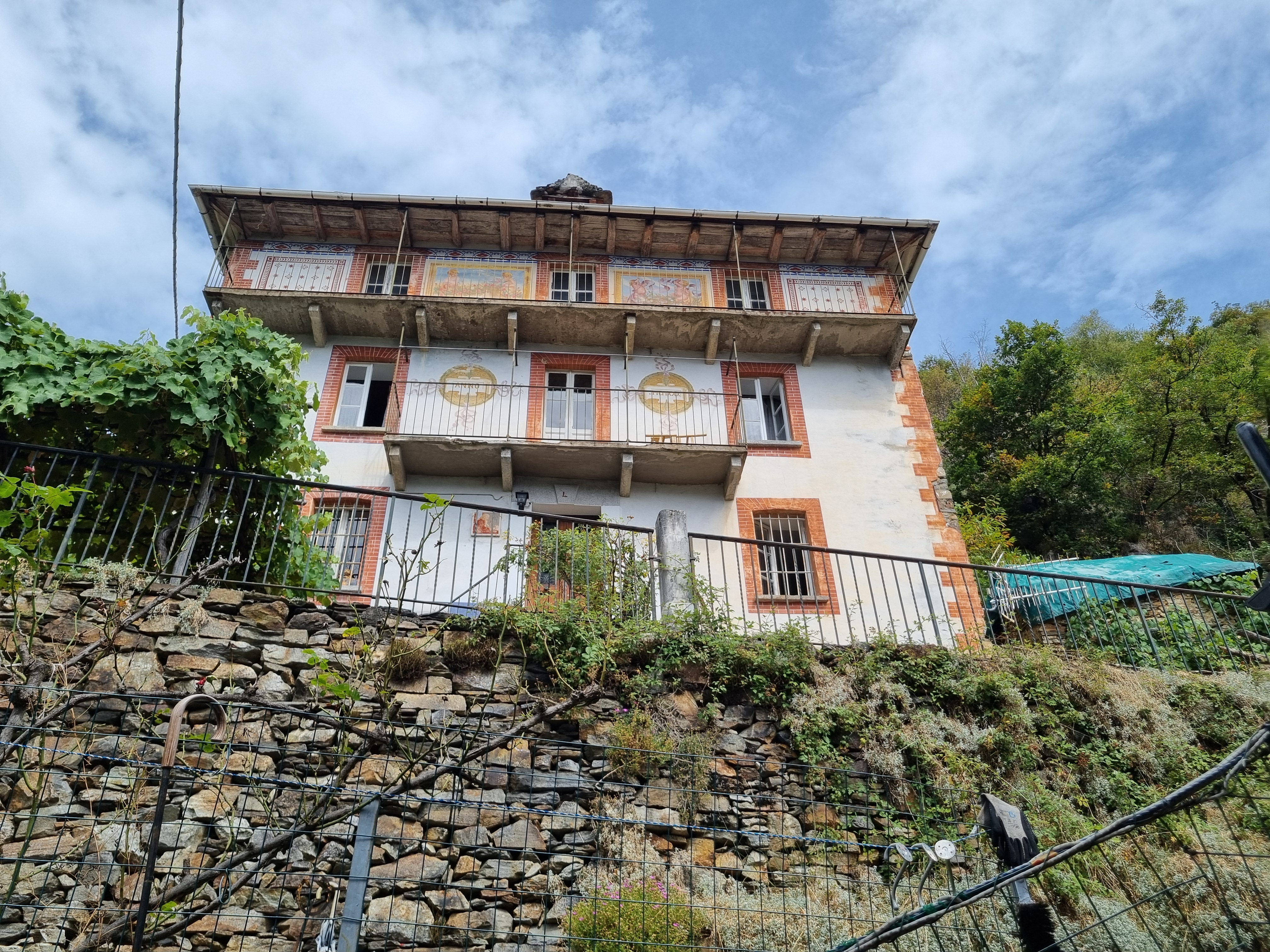
Cà du Gianun, casa del pittore Enrico Mazzetta, dipinta del 1930.

Non si conoscono le origini di questo paese, ma sappiamo che è stato sempre dipendente spiritualmente e temporalmente da Cavaglio San Donnino, anche se le rispettive popolazioni erano spesso in contrasto tra di loro. Nel 1603 venne autorizzata la costruzione del cimitero. Le funzioni venivano celebrate due volte la settimana dal curato di Cavaglio.
Il 3 ottobre 1619 Gurrone fu eretto a parrocchia autonoma dal cardinale Federico Borromeo, distaccandosi da Cavaglio.
Dopo il passaggio dalla diocesi di Milano a quella di Novara nel 1817, Gurrone iniziò a seguire il rito romano. Tuttavia, in occasione nel sinodo diocesano del 1990, è stato ripristinato integralmente il rito ambrosiano in tutte le parrocchie della vecchia pieve di Cannobio.
Il 18 agosto del 1977 si abbatté una frana sul paese. Nessun abitante rimase ferito. Per l'occasione la chiesa venne trasformata in dormitorio.
Nel 1986 la parrocchia di Gurrone viene nuovamente unita a Cavaglio San Donnino.
Il comune di Cavaglio San Donnino, fino ad allora mantenutosi autonomo, il 31 dicembre 1927 venne fuso a Spoccia, costituendo il comune di Cavaglio-Spoccia. Gurrone seguì la stessa sorte. Il 1º gennaio 2019 Cavaglio-Spoccia si è fuso con i comuni di Cursolo-Orasso e Falmenta per dare vita al comune di Valle Cannobina.

## Monumenti e luoghi d'interesse
Chiesa della Madonna Assunta

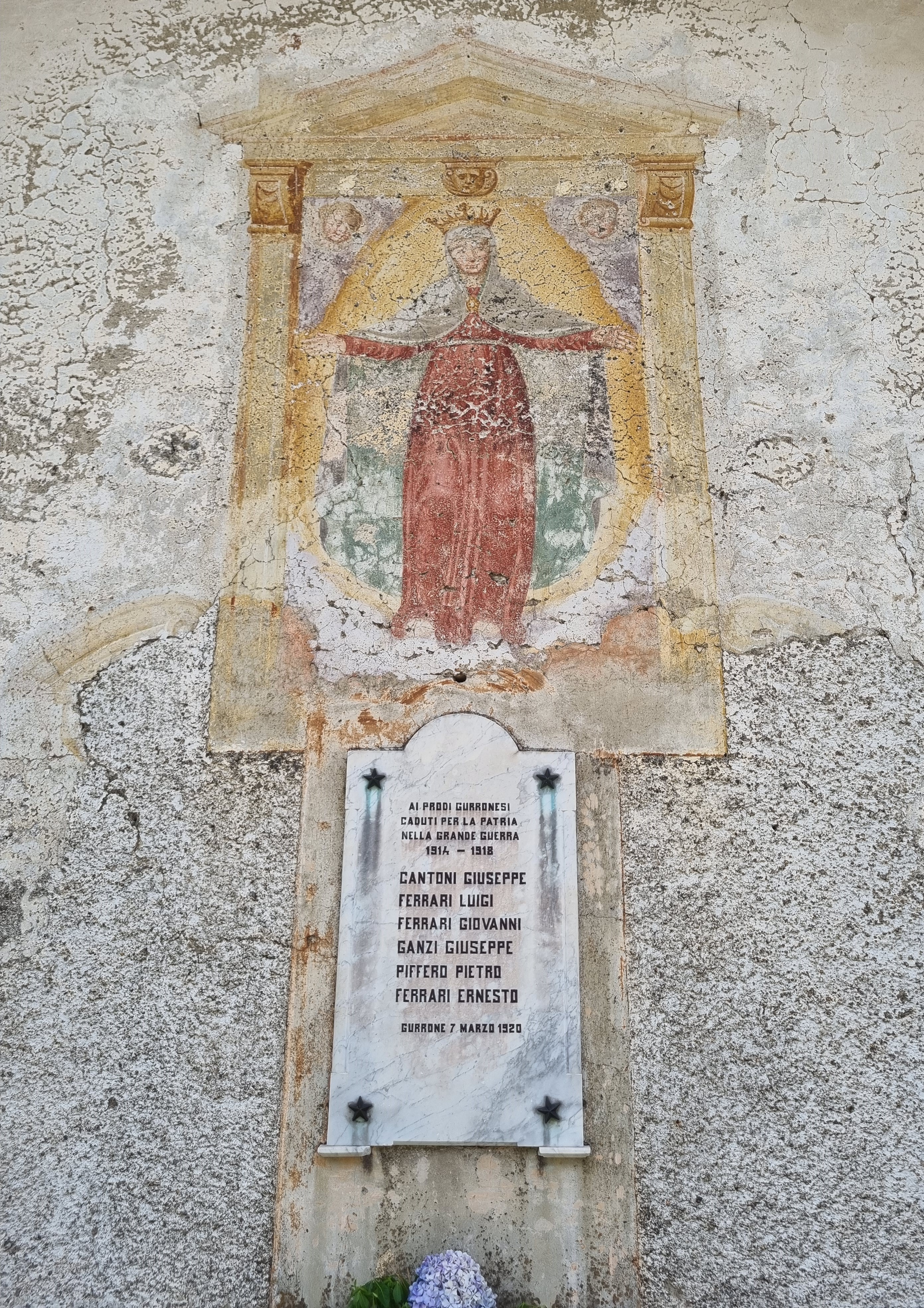
Affresco sulla facciata della chiesa e targa ai caduti.

La chiesa nasce come ampliamento di una primitiva cappella dedicata alla Madonna della Grazie del XV secolo. Di questo edificio rimane l'affresco cinquecentesco della Madonna, attribuito ad Antonio da Tradate, oggi in una cappella laterale. La chiesa è regolarmente orientata, anche se è presente un'ala verso nord con una facciata cieca. Venne allungata intorno alla metà del Seicento. All'interno si trova una via crucis lignea scolpita dal pittore gurronese Enrico Mazzetta all'inizio del Novecento.
Oratorio della Regina della Pace, le Biuse

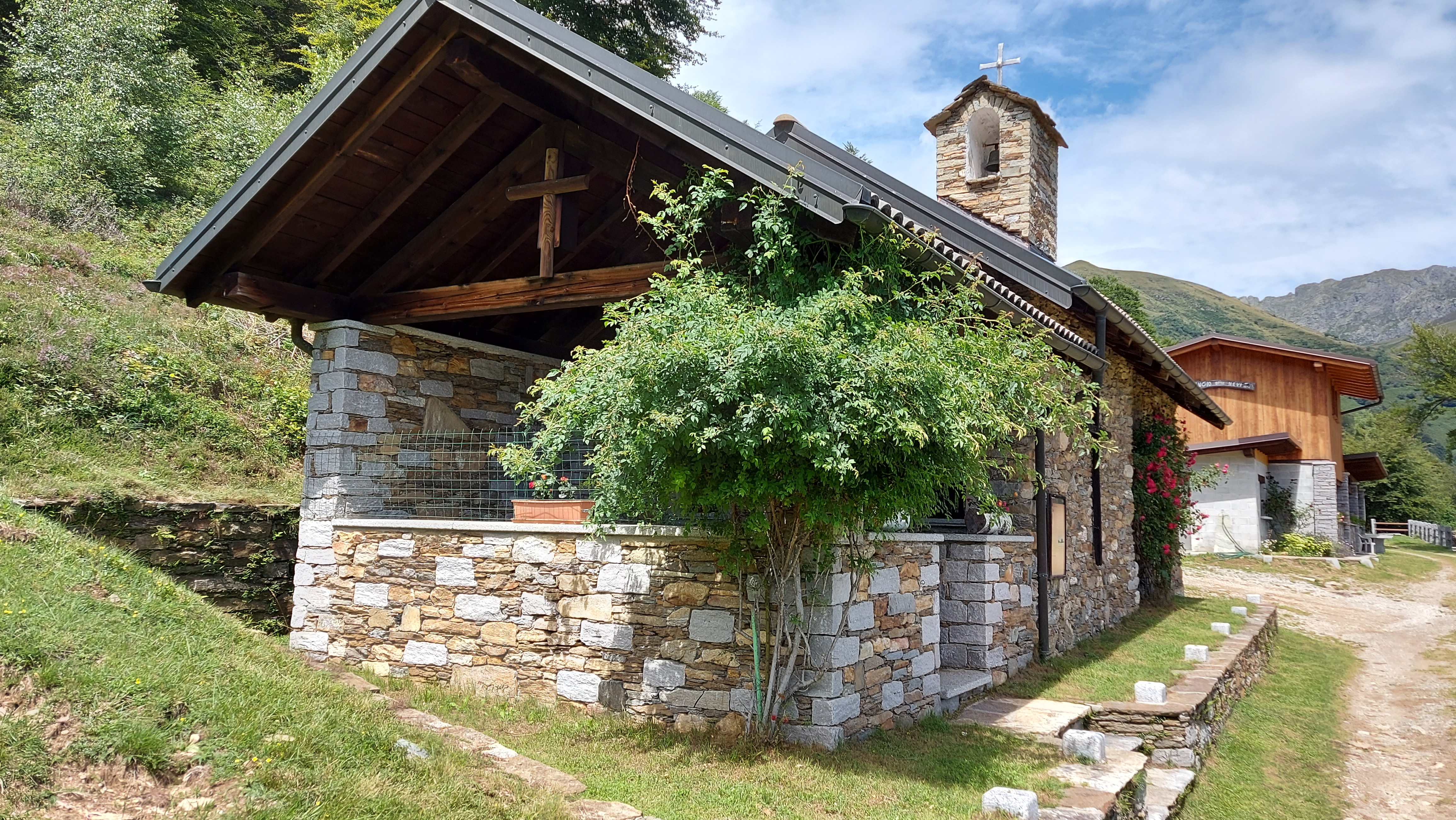
Alpe le Biuse, oratorio della Regina della Pace.

Antica cappella dedicata alla Madonna, è stata successivamente ampliata e recentemente restaurata. Si trova in località le Biuse, alpe caricato dagli abitanti di Gurrone.

## Geografia antropica
La parrocchia di Gurrone, oltre al capoluogo, comprendeva anche Lunecco, piccola località lungo la strada statale, oggi capoluogo del comune di Valle Cannobina. Vi sorge l'oratorio di San Giovanni Evangelista.